# Karl Friedrich von Auwers
Karl Friedrich von Auwers (Gotha, 6 settembre 1869 – Marburgo, 3 maggio 1939) è stato un chimico tedesco, che fu insegnante di Karl Ziegler e Georg Wittig all'Università di Marburgo.

## Biografia
Karl Friedrich von Auwers era figlio del famoso astronomo Arthur Auwers. Studiò all'Università di Heidelberg e fu allievo di August Wilhelm von Hofmann all'Università di Berlino, dove si laureò nel 1885. Entrò all'Università di Gottinga e fu allievo di Viktor Meyer.
Quindi si trasferì a Heidelberg. Divenne insegnante a Greifswald nel 1900. Qui fece costruire un laboratorio di chimica nuovo.
Nel 1913 insegnò chimica all'Università di Marburgo fino al 1928. Morì nel 1939.